# Tittleshall
Tittleshall – wieś w Anglii, w hrabstwie Norfolk, w dystrykcie Breckland. Leży 37 km na północny zachód od Norwich i 153 km na północny wschód od Londynu. W 2001 miejscowość liczyła 407 mieszkańców.